# CoKu Tau/4
CoKu Tau/4는 전주계열성 단계에 속하는, 황소자리 T형 항성 두 개로 이루어진 쌍성계이다. 두 별은 별주위 원반에 둘러싸여 있으며 둘의 질량 중심으로부터 10 천문단위 반경 규모의 '구멍'(물질들이 쓸려 나가 깨끗해진 영역)이 형성되어 있다. 예전에는 이 구멍이 목성질량 10배 정도 행성이 존재하기 때문에 생긴 구조로 생각되었으며 따라서 흔치 않은 소위 '과도기적 원반'의 예로 취급되었다. 그러나 적응 제어 광학적 기술을 사용하여 검증한 결과 행성은 없었고 대신 질량이 거의 같은 쌍둥이 별이 서로 8 천문단위 정도 떨어져 있는 것으로 밝혀졌다. 결국 중앙부의 깨끗한 부분은 행성이 아니라 항성의 중력 작용 때문인 것으로 드러났다.

## 참고 문헌
- (영어) Ireland & Kraus (2008): The Disk Around CoKu Tauri/4: Circumbinary, Not Transitional
- (영어) How Nature Builds a Planet, Adam Frank, Discover 26 (#7, July 2005); accessed online 1-II-2007.
- (영어) On the Planet and the Disk of CoKu TAURI/4, Alice C. Quillen et al., Astrophysical Journal 612 (September 2004), pp. L137–L140; also arXiv:astro-ph/0406445.
- (영어) Pre-main sequence star Proper Motion Catalogue, C. Ducourant et al., Astronomy and Astrophysics 438 (August 2005), pp. 769–778.
- (영어) Observational studies of pre-main-sequence evolution, Martin Cohen and Leonard V. Kuhi, Astrophysical Journal Supplement Series 41 (December 1979), pp. 743–843.